# Eripison snelli
Eripison snelli är en insektsart som först beskrevs av Frederick Arthur Godfrey Muir 1925.  Eripison snelli ingår i släktet Eripison och familjen sporrstritar. Inga underarter finns listade i Catalogue of Life.